# Alexeï Diki
Pour les articles homonymes, voir Diki.
Alexeï Denissovitch Diki (en russe : Алексе́й Дени́сович Ди́кий, en ukrainien : Олексій Денисович Дикий, Oleksyï Denyssovytch Dykyï), né à Ekaterinoslav (actuellement Dnipro en Ukraine) le 24 février 1889 et mort à Moscou le 1er octobre 1955, est un acteur et metteur en scène soviétique connu notamment pour son travail au Théâtre d'art de Moscou ou plus tard avec le théâtre Habima de Tel-Aviv.

## Biographie
Alexeï Diki se passionne pour le théâtre très tôt. Sa sœur Maria (1879-1974) est actrice de théâtre dramatique Taras Chevtchenko de Kharkiv, mariée au metteur en scène Soukhodolski (ru) qui dirige sa propre troupe, ce dernier offrira à Alexeï l'occasion de se produire sur scène à l'âge de six ans.
Alexeï est scolarisé à l'école réale (de l'allemand Realschule - l'établissement d'enseignement secondaire) en 1904-1907. Il effectue son service militaire dans la 121e unité du régiment basée à Penza en 1907-1908.
Installé à Moscou en 1909, il suit les cours d'art dramatique chez Sofia Khalioutina (ru), Koté Mardjanichvili et Vakhtang Mchedelov (ru). Pris dans la troupe de Théâtre d'art en 1910, il y débute dans l'adaptation du Cadavre vivant d'après Léon Tolstoï.
Le 26 mars 1936, Diki prend le poste de directeur artistique du Grand Théâtre dramatique académique Gorki de Léningrad.
L'artiste est arrêté le 17 août 1937, lors des répressions politiques massives en Union soviétique, et condamné à cinq ans de travaux forcés dans un camp de Goulag basé à Solikamsk dans l'Oblast de Sverdlovsk (depuis 2005 Kraï de Perm) pour n'être réhabilité qu'en 1941. De retour à Moscou, il est acteur de Théâtre Vakhtangov. En 1944, il prend la direction du Théâtre national d'acteur de cinéma qu'il quitte au mois de septembre de la même année pour le Théâtre Maly où il travaille comme acteur et metteur en scène. En 1952, il travaille au Théâtre Pouchkine de Moscou.
Sa carrière au cinéma commence avec le court-métrage de Iouri Jeliaboujski (en) Tu étais quoi ? en 1919. Il incarne à deux reprises Joseph Staline à l'écran, dans Le troisième coup d'Igor Savtchenko (1948) et dans Bataille de Stalingrad de Vladimir Petrov (1949).
Il est professeur à l'École supérieure d'art dramatique Mikhaïl Chtchepkine depuis 1948.
Mort à Moscou, Alexei Diki est enterré au Cimetière de Novodevitchi.

## Hommages
Le nom d'Alexei Diki est donné à une rue du district municipal Novoguireïevo dans le District administratif est de Moscou.

## Filmographie partielle
- 1934 : La Révolte des pêcheurs d'Erwin Piscator : Kedenek
- 1944 : Koutouzov (Кутузов) de Vladimir Petrov : Mikhaïl Koutouzov
- 1947 : Pirogov (Пирогов) de Grigori Kozintsev : Pavel Nakhimov
- 1947 : Amiral Nakhimov (Адмирал Нахимов) de Vsevolod Poudovkine : Pavel Nakhimov
- 1947 : Soldat Alexandre Matrosov (Рядовой Александр Матросов) de Leonid Loukov : Joseph Staline
- 1948 : Le troisième coup (en) (Третий удар) d'Igor Savtchenko : Joseph Staline
- 1948 : Histoire d'un homme véritable (Повесть о настоящем человеке) d'Alexandre Stolper : Vassili Vassilievitsch
- 1949 : Bataille de Stalingrad (Сталинградская битва) de Vladimir Petrov : Joseph Staline